# Парижское восстание (1358)

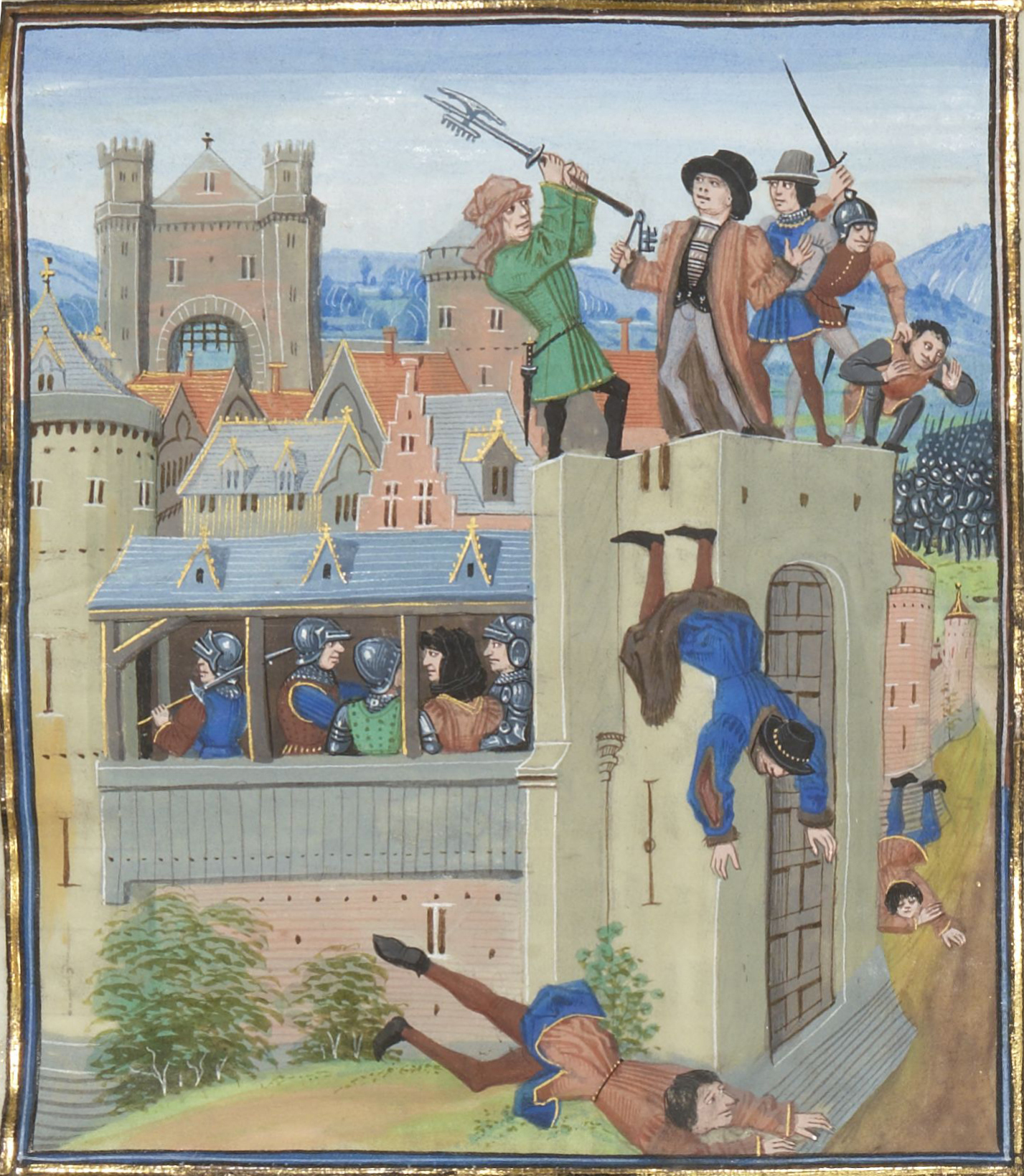
Убийство Этьена Марселя. Миниатюра из «Хроник» Жана Фруассара. XV в.

Парижское восстание 1356—1358 годов (фр. Journée du 22 février 1358) или Восстание Этьена Марселя — восстание парижан, вызванное резким ухудшением экономического положения вследствие увеличения налогов во время Столетней войны, направленное на проведение государственных реформ по ограничению королевской власти. Недовольство парижан усугубили поражение французов в битве при Пуатье (1356 год) и очередная перечеканка (порча) монеты, к которой прибег дофин Карл, пытавшийся таким образом получить средства для выкупа из плена своего отца Иоанна II Доброго и дальнейшего ведения Столетней войны.

## История событий
В октябре 1356 года, после катастрофического поражения при Пуатье, дофин Карл Валуа, стремясь собрать деньги для выкупа пленённого англичанами короля Иоанна II, созвал в Париже Генеральные штаты. Собравшиеся депутаты, однако, решили использовать кризисное положение французской монархии для проведения реформ в сфере государственного управления и предъявили дофину ряд требований, ограничивавших королевскую власть. Дофин приостановил работу Генеральных штатов и отправился за помощью к императору Карлу IV Люксембургскому в Мец. Уезжая, дофин приказал изменить обменный курс монеты, рассчитывая получить от этого дополнительный доход казны. 10 декабря 1356 года об изменении курса монеты было объявлено в Париже, что вызвало бурное возмущение горожан. Вскоре толпа парижан во главе с купеческим прево Этьеном Марселем подступила к Лувру и потребовала от герцога Луи Анжуйского, замещавшего уехавшего дофина, отменить хождение новой монеты. 12 декабря под напором возмущённых горожан герцог Анжуйский приостановил хождение новой монеты..
14 января 1357 года дофин Карл ни с чем вернулся в Париж и был торжественно встречен горожанами, после чего пригласил Этьена Марселя для проведения переговоров. 19 января в церкви Сен-Жермен-л’Осеруа произошла встреча советников дофина с Этьеном Марселем, явившимся в сопровождении решительно настроенных вооружённых парижан. На требование унять народ и принять хождение новой монеты советники дофина получили категорический отказ. В это время Париж уже фактически был охвачен восстанием: Этьен Марсель призвал парижан к оружию и разъезжал по городу в сопровождении вооружённого отряда. Вся торговля в Париже остановилась, монетные дворы прекратили работу. Поняв безвыходность своего положения, дофин 20 января лично явился в заседание Парижского парламента, где при большом скоплении парижан объявил об отмене указа об изменении курса монеты.
3 марта 1357 года в Большой палате Парижского парламента был оглашён проект реформ государственного управления, ограничивавших королевскую власть существенно расширенными полномочиями Генеральных штатов. Данный проект вошёл в историю под названием Великий мартовский ордонанс. Реакция короля Иоанна II была изложена в его письме, оглашённом в Париже 5 апреля: король сообщал о перемирии с Англией, о запрете созыва Генеральных штатов и об отмене всех налогов, принятых Генеральными штатами. В Париже вновь начались волнения горожан, которые сочли королевское письмо «подлогом и предательством», город перешёл на осадное положение. Вновь оказавшись в безвыходном положении, дофин согласился на продолжение работы Генеральных штатов, которые собрались в Париже 15 апреля.
В середине августа 1357 года дофин Карл решил вернуть утраченные властные позиции в Париже и, собрав у себя купеческого прево и эшевенов столицы, заявил, что отныне будет править самолично и запретил парижским властям вмешиваться в дела управления королевством. При этом Карл судорожно искал союзников по всей Франции. 1 октября Карл вернулся в Париж и был благосклонно принят горожанами. Тем не менее, в Париже установилось двоевластие дофина и городских магистратов, которые параллельно друг с другом созвали новое заседание Генеральных штатов. 8 ноября своими сторонниками был освобождён из тюрьмы король Наварры Карл Злой, претендовавший на французский престол и пользовавшийся симпатиями парижан. 29 ноября король Наварры торжественно прибыл в Париж под радостные крики собравшихся толп горожан и на следующий день на Пре-о-Клер выступил перед десятитысячным собранием парижан с проникновенной речью о несовершенстве правления короля Иоанна II. Таким образом, дофин оказался под двойным давлением — со стороны требовавших реформы государственных институтов парижан и со стороны с тех, кто поддерживал Карла Наваррского. Для политической консолидации парижан прево Этьен Марсель в январе 1358 года предложил всем своим сторонникам носить сине-красные (цвета Парижа) шапки с надписью «Во благо».
11 января 1358 года дофин Карл при огромном стечении народа на площади Ле Аль обратился к парижанам с речью, в которой поклялся «жить и умереть с парижанами». Карл заявил, что собрал войска для «защиты народа» и теперь намерен потребовать от тех, кто отстранил его от власти, отчёта о расходовании средств, собранных по решению Генеральных штатов. Из этих средств, по словам дофина, они не получил «ни денье, ни обола». Видя то благоприятное впечатление, которое речь дофина произвела на горожан, лидеры оппозиции во главе с Этьеном Марселем на следующий день собрали парижан в церкви Сен-Жак-де л’Опиталь, где также обратились к ним с речью, в которой вновь обвинили в воровстве королевских чиновников и уверили горожан в честности финансовых уполномоченных, назначенных Генеральными штатами. Это не произвело на слушателей особого впечатления. Более того, в это собрание явился дофин со своим канцлером Жаном де Дорманом, который так же обратился к собравшимся, повторив основные заявления дофина. Стремясь укрепить свою поддержку среди горожан, 13 января Карл пригласил в королевский дворец большую группу парижских ремесленников.
Несмотря на все мероприятия дофина, двоевластие в Париже продолжалось и привело, в итоге, к открытому вооружённому конфликту между королевской властью и силами городского самоуправления, стремившимися к проведению реформ во всём королевстве. В оппозицию к дофину перешёл и епископ Парижа Жан де Мелён. 22 февраля 1358 года вооружённые парижане во главе с Этьеном Марселем ворвались в королевский дворец в Ситэ и на глазах у дофина Карла убили маршала Нормандии Робера де Клермона и маршала Шампани Жана де Конфлана. В это же время в городе толпой был убит адвокат короля в Парижском парламенте Рено д’Аси. Самого дофина Карла спасает Этьен Марсель, поменявшись с ним шапками (дофин получил сине-красную шапку, обозначавшую цвета города Парижа), в то время как обнажённые тела двух маршалов вытащили и сложили под окнами покоев дофина.
Дофин, первоначально согласившийся принять в свой Совет представителей парижской верхушки и подтвердивший ордонансы, изданные по инициативе штатов, уже месяц спустя бежал из Парижа и, издав указ о запрещении поставок продовольствия Парижу, стал готовиться к его осаде.
Этьен Марсель попытался использовать начавшееся крестьянское движение (Жакерию) в своих интересах. Восставшие крестьяне в надежде на поддержку горожан помогли им прорвать голодную блокаду Парижа, разрушив совместно ряд замков вокруг города, но ответная поддержка была недостаточной — поражение Жакерии предопределило и падение Парижа. Затем богатые горожане во главе с ним решили пойти на предательство и впустить в столицу отряды английских наемников во главе с Карлом Злым. Большая часть сторонников покинула Марселя, недовольные горожане открыли ворота дофину. 31 июля 1358 года Марсель был предательски убит, а затем Парижское восстание было подавлено.
Парижское восстание 1358 года подробно описано в сочинениях французских хронистов, в первую очередь парижским приором кармелитов Жаном де Венетом в его «Втором продолжении хроники Гийома де Нанжи».

## В художественной литературе
- В исторической новелле Оноре де Бальзака «Ведьма», вошедшей в сборник «Озорные рассказы» (1834), повествование ведется от лица потомка одного из участников описываемых событий XIV века, выходца из добропорядочной семьи суконщиков города Тура — Турнебушей, который, вопреки советам своего осторожного родителя, преодолел сословные перегородки, сделавшись канцлером и приближенным дофина Карла, и за участие в парижских событиях 1358 года лишился всего имущества и головы[10].
- События восстания в Париже 1358 года лежат в основе сюжета исторической повести французского журналиста и писателя Жана Оливье (Jean Ollivier) «Колен Лантье» (1957; рус. пер. 1961).